# Felipe Neri Medina
Felipe Neri Medina Valderas y Fernández de Córdova (ur. 1797 w Danlí) – prezydent Hondurasu w dniach 13 - 15 kwietnia 1839 roku. Swój urząd pełnił jedynie tymczasowo. Po dwóch dniach od objęcia stanowiska podał się do dymisji w związku z niestabilnością państwa. Jego rodzicami byli Ignacio Medina Valderas, kilkukrotny burmistrz Danlí oraz Petrona Córdova Idiaquez. Studiował na Uniwersytecie św. Karola Boromeusza w Gwatemali.